# Jdaniv, Borzna
Jdaniv (în ucraineană Жданів) este un sat în comuna Iadutî din raionul Borzna, regiunea Cernihiv, Ucraina.

## Demografie
Componența lingvistică a localității Jdaniv
     Ucraineană (97,83%)
     Rusă (2,17%)
Conform recensământului din 2001, majoritatea populației localității Jdaniv era vorbitoare de ucraineană (97,83%), existând în minoritate și vorbitori de rusă (2,17%).